# Eduardo Barril
Eduardo Ramón Barril Villalobos (Puerto Montt, Región de Los Lagos, 7 de julio de 1941) es un actor, director y dramaturgo chileno, de larga trayectoria escénica.

## Biografía
Nació el 7 de julio de 1941 en Puerto Montt. Es hijo de Luis Barril Marquardt (n. 1908-f. 1973) y Juana Villalobos Köghel. Es el cuarto de siete hermanos. 
Realizó sus estudios primarios en el Colegio San Francisco Javier, y secundarios en el Liceo de Hombres de Puerto Montt, graduándose en 1959. Aún como estudiante secundario en 1958, se trasladó a Santiago y asistió a clases de teatro en la Escuela de Verano de la Universidad de Chile, que dictó Agustín Siré y Eugenio Guzmán. Al regresar a Puerto Montt junto a Rolando Mardones Strauch, formó la Academia de Teatro Experimental (ATEX).
En 1961 Barril ingresó como estudiante a la Escuela de Teatro de la Universidad de Chile, de la cual egresó de teatro en 1963, junto a Marcelo Romo, Peggy Cordero, Diana Sanz, Patricia Larraguibel y Juan Katevas. Fue alumno de Agustín Siré, Pedro Orthous, Eugenio Guzmán, Rubén Sotoconil, Bélgica Castro y María Cánepa. Cursó estudios de comunicación audiovisual en la Universidad de Panamá, apoyado por el Ministerio de Educación de Panamá. Obtuvo una beca de estudios en 1973 y cursó una especialización de dirección de televisión en el Centro de Producción RAI (Radio y Televisión Italiana) en Torino.

## Carrera artística

### 1963-1973
Después de su egreso, Barril se unió a una compañía teatral del Instituto de Teatro de la Universidad de Chile (ITUCH), bajo la dirección artística de Agustín Siré. 
Su obra de debut fue el El círculo de tiza caucasiano, de Bertolt Brecht, bajo la dirección del dramaturgo uruguayo Atahualpa del Cioppo. Durante la temporada teatral de 1963–64, actuó con bajo las órdenes de Víctor Jara, en la primera versión chilena de Romeo y Julieta, con traducción de Pablo Neruda y protagonizada por Marcelo Romo y Diana Sanz.

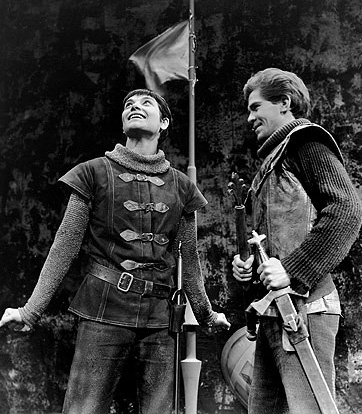
Marés González y Eduardo Barril en la obra Santa Juana de 1964.

En 1964, a Barril se le ofreció un papel en la nueva obra de Pedro Orthous, Santa Juana, de George Bernard Shaw y protagonizada por Marés González (una destacada estrella del Teatro Experimental). Orthous en un principio le entregó el rol de Carlos VII de Francia, que luego de su buen desempeño en el estreno, el director le asignó el personaje que interpretaba el actor Marcelo Romo: Jean de Dunois, el bastardo de Orleans. Esto causó una disputa personal y profesional entre Romo y Barril, que se sostuvo durante un prolongado tiempo. Su interpretación recibió elogios de la crítica. La obra recaudó gran cantidad de espectadores y premios. 
Al año siguiente, Víctor Jara le entregó un papel en la obra de Alejandro Sieveking, La remolienda (1965),  y participó en Esperando a Godot, de Samuel Beckett, bajo la dirección de Agustín Siré. 
Su popularidad le permitió debutar en televisión en programas de teleteatros como Analogía del cuento (1965), dirigidos por Herval Rossano para Canal 13 e Historia de los lunes (1965) de Canal 9. 
A fines de 1966, sorprendió su distancia con el ITUCH, y se radicó en Panamá. Ejerció como director del teatro infantil del Departamento de Expresiones Artísticas (DEXA) de la Universidad de Panamá, donde cursó estudios de comunicación audiovisual, apoyado por el Ministerio de Educación de Panamá y la universidad, y recorrió el país panameño con la obra El círculo encantando bajo un programa de alfabetización para los pueblos nativos de la selva tropical de Darién en la frontera entre Colombia y Panamá. También se desempeñó como docente de movimiento y expresión en el Instituto Nacional de Cultura y Deporte (INCUDE). 
A principios de 1970, probó suerte como director, y comenzó su labor en televisión, alcanzando un contrato con las cadenas Televisora Nacional de Panamá y RPC TV, en la cual dirigió programas infantiles, como Colorín Colorado. Logró una mención honorífica en el Concurso Ricardo Miró por su libro Los ritos (1971). En 1972 ganó el Primer Premio en el Concurso Literario de la UP en categoría de cuento y teatro. Enseguida recibió una oferta para actuar en teatro, que le permitió obtener una mayor presencia local. Un momento clave que lo ayudó a afianzarse en los escenarios, alcanzando el prematuro reconocimiento Premio Nacional de Teatro Mola de Oro.
En 1973 abandonó Panamá por obtener una beca de estudios, y se trasladó a Europa. Se estableció en Italia, en las ciudades Florencia y Torino, donde cursó estudios de formación televisiva en el Centro de Producción RAI (Radio y Televisión Italiana). Recibió ofrecimientos como actor y asistente de director en el Teatro Stabile de Florencia.

### 1974-1989
Luego del Golpe de Estado en Chile de 1973, e instalación de la dictadura cívico-militar, regresó a su país natal en noviembre de 1974, y se incorporó como profesor ayudante de Pedro Mortheiru, en el Departamento de Artes de la Representación (DAR) de la Universidad de Chile, donde le dictó clases a figuras como Alfredo Castro, Claudia Di Girolamo y Andrés Pérez. Asimismo, dictó cursos de actuación en sindicatos e institutos culturales. Barril en este período, se dedicó a escribir poesía, cuentos, teatro y libretos de televisión. En 1975, su cuento Osvaldo el boxeador, recibió una mención honrosa por la Revista Paula. Se integró a la compañía de teatro Le Signe, y ejerció como director y dramaturgo de las obras Los bacanes (1976), Monstruos en quinta sinfonía y Manuel, viudo de Carreño (ambas en 1977), Réquiem para un girasol (1978) –incluye gira por Santiago y Concepción– y El gran baile (1979). En su reseña en el Periódico Las Últimas Noticias, Yolanda Montecinos determinó que Barril «eleva el nivel de la escena nacional a extremos de compresión y apreciación pocas veces logradas». En 1980 dirigió a Maggie Lay en Trota, caballo, trota en Teatro El Galpón. Como director alcanzó un prematuro éxito con el café concert Matapasión (1981), la cual realizó una gira por Viña del Mar, y ¡Basta de pornografía!, en la cual dirigió a Gervasio.
En 1981 contratado por Ricardo Miranda, Néstor Castagno escribió el guion de la adaptación de la telenovela argentina Vivir sin amor, Casagrande (1981) para Canal 13, donde Barril es convocado para ser parte del reparto. Sin embargo, Canal 13 decidió apartar a Castagno de los libretos y contrató a Barril, quien se hizo cargo de su guion. El resultado generó diversas reacciones en los críticos, pero ocasionó popularidad y un alto índice de audiencia. En este período, el actor asumió intervenciones en los populares estelares de la cadena: Martes 13 y Sábado Gigante. También fue invitado en El Profesor Rossa y Teleduc. Barril finalmente consiguió algunos éxitos como actor en La noche del cobarde (1983) y Los títeres (1984) bajo la dirección de Óscar Rodríguez. En 1984 estrenó junto a Yael Unger en el Teatro Camilo Henríquez la obra Los inconvenientes de instalar fabricas de comidas en barrios residenciales, de Pablo De Carolis y dirigida por Gustavo Meza. La obra obtuvo gran asistencia de público. La crítica Eugenia Di Doménico calificó que: «Barril tiene el peso de la obra, su personaje de Tano está lleno de matices y el actor actúa con mucha naturalidad». En su reseña en el Periódico El Sur, Paulina Elissetche calificó la actuación de Barril como «magistral y lleno de energía».
A mediados de 1980, la productora Sonia Fuchs estaba entusiasmada con trabajar con él, le ofreció un contrato con Televisión Nacional de Chile (TVN). Su primera telenovela bajo el nuevo contrato se produjo rápidamente: Morir de amor (1985), de María Elena Gertner, donde incluía la dirección de Vicente Sabatini. En 1987, con la ayuda de Fuchs, consiguió papeles importantes en Mi nombre es Lara (1987) y Bellas y audaces (1988). Las telenovelas se convirtieron en una de las de mayor éxito comercial del año, desarticulando la hegemonía de ficción de Canal 13, y el actor recibió críticas favorables al formar dupla con la actriz Luz Jiménez. Barril intervino en la serie de televisión La Quintrala (1987), protagonizada por Raquel Argandoña. En 1987 como actor estrenó Los compadritos en Teatro Del Ángel, bajo la dirección de Raúl Osorio, y en 1988, estrenó Pachamama, en Teatro UC. En 1989 Televisión Nacional le asignó el rol del corrupto alcalde Aníbal Riesling en la telenovela de época A la sombra del ángel, de Néstor Castagno, en la que realizó una actuación considerada por algunos críticos contemporáneos como una de las más destacadas.

### 1990-2009
A comienzos de década, dirigió a Osvaldo Silva el café concert Manuel viudo de Carreño (1990). En su reseña en El Mercurio, Juan Antonio Muñoz calificó que «el éxito de la obra radica en el mérito de Barril». Al año siguiente, dirigió a Ramón Farías en Cosa de dos en las ciudades de Santiago y Puerto Montt.
La década de 1990 demostró ser la década en que Barril comenzó a diseñar una carrera televisiva en el que se consolida en el género de las telenovelas. A partir de esta década, se aprecia una alta variedad de registros con un mayor protagonismo en televisión. A su vuelta revitalizó su popularidad al lado de Yael Unger, con telenovelas como Trampas y caretas (1992), interpretando a Roberto Fabres, un mujeriego superficial, y Ámame (1993), encarnó a Humberto Rivarosa, un millonario hombre que descubre que posee una enfermedad terminal y decide vivir en una pensión, donde conoce al amor de su vida. Fue tal el éxito alcanzado por Trampas y caretas, que primera vez, el canal estatal derrotó a las producciones de Canal 13. Mientras que Ámame, se estableció como una telenovela que alcanzó una buena audiencia juvenil. Gradualmente comenzó a conseguir papeles con más protagonismo en pantalla que le permitían figurar en los principales créditos, en telenovelas como Rompecorazón (1994), en la que interpretó Álvaro Sullivan, el protagonista maduro que tenía una doble vida familiar, rol que internó con Héctor Noguera. Rompecorazón marcó el debut de Carolina Fadic, quien interpretó a hija de Barril. Al año siguiente, interpretó al imponente Padre Urbistondo en la comedia Estúpido Cupido (1995). Ambas producciones dirigidas por Sabatini, se transformaron en los mayores éxitos de 1994 y 1995, llegando a conseguir diversos premios y posicionó a Barril como uno de los actores maduros más cotizados de la industria. También actuó en roles estelares en Juegos de fuego (1995) y Loca piel (1996) bajo la dirección de María Eugenia Rencoret.
A mediados de la década, obtuvo sus mejores años como actor. En 1997 Barril interpretó a Agustín Meyer, el antagonista de Oro verde, un hombre que a través de su empresa forestal decide destruir un milenario bosque de alerces en Lago Caburgua, situación que lo ve enfrentado a una patrulla ecológica y a su propio hermano, interpretado por Héctor Noguera. Al año siguiente, obtiene el rol coprotagonico en Iorana (1998), en el rol de Gregorio Peñailillo, el delegado presidencial del gobierno chileno que se establece en Rapa Nui, lugar donde por coincidencia se reúnen sus dos esposas, interpretadas por Delfina Guzmán y Carmen Disa Gutiérrez. En el mismo año, protagonizó un episodio de Sucupira, la comedia (1998), interpretando a Adolfo Valdivieso, primo del alcalde de Sucupira. También, participó en la obra Jugar con fuego, dirigida por Stakkan Valdemar en el Teatro Nacional. El montaje recibió el Premio de la Crítica a la Mejor Obra Internacional otorgado por el Círculo de Críticos de Arte de Chile, y realizó una gira por España y Suecia. 
Entre 1999 y 2003 colaboró estrechamente con Vicente Sabatini, en producciones de alto presupuesto que se rodaron en diversas regiones de su país. Interpretó al doctor Francisco Correa en La fiera (1999). Encarnó Ismael Cordero, a un pescador de Mejillones que enfrenta una difícil situación financiera en Romané (2000). En Pampa Ilusión (2001), interpretó a Ángel Montes, un aristocrático químico de la oficina salitrera Humberstone. Encarnó a Braulio Canales, un pintoresco presentador de El circo de las Montini (2002). En 2003 en Puertas adentro, interpretó a Anselmo Barrera, un malvado propietario de una empresa de basura que pretende desalojar a una toma para instalar un proyecto de reciclaje.
En 2003 fortaleció su presencia en el cine, y apareció en películas como B-Happy, dirigida por Gonzalo Justiniano, y Los debutantes, dirigida por Andrés Waissbluth. En 2004 rechazó actuar en Los Pincheira y optó por un papel en la primera telenovela de horario nocturno, Ídolos (2004), donde interpretó un hombre maduro que enfrenta el lesbianismo de su mujer, y la atracción de una joven adolescente, interpretada por Luz Valdivieso. Asimismo, junto a Claudia D Girolamo, protagonizó la obra El hijo, dirigida por Víctor Carrasco, y Provincia señalada, dirigida por Rodrigo Pérez.

A fines de 2004, Barril decidió no renovar su contrato con Televisión Nacional por considerar que necesitaba elegir sus propios proyectos. Una vez finalizado su contrato con el canal estatal, aceptó una oferta de la productora Verónica Saquel y formó parte del reparto de Descarado (2006) y tuvo un breve rol en Don Amor (2007) de Canal 13. 

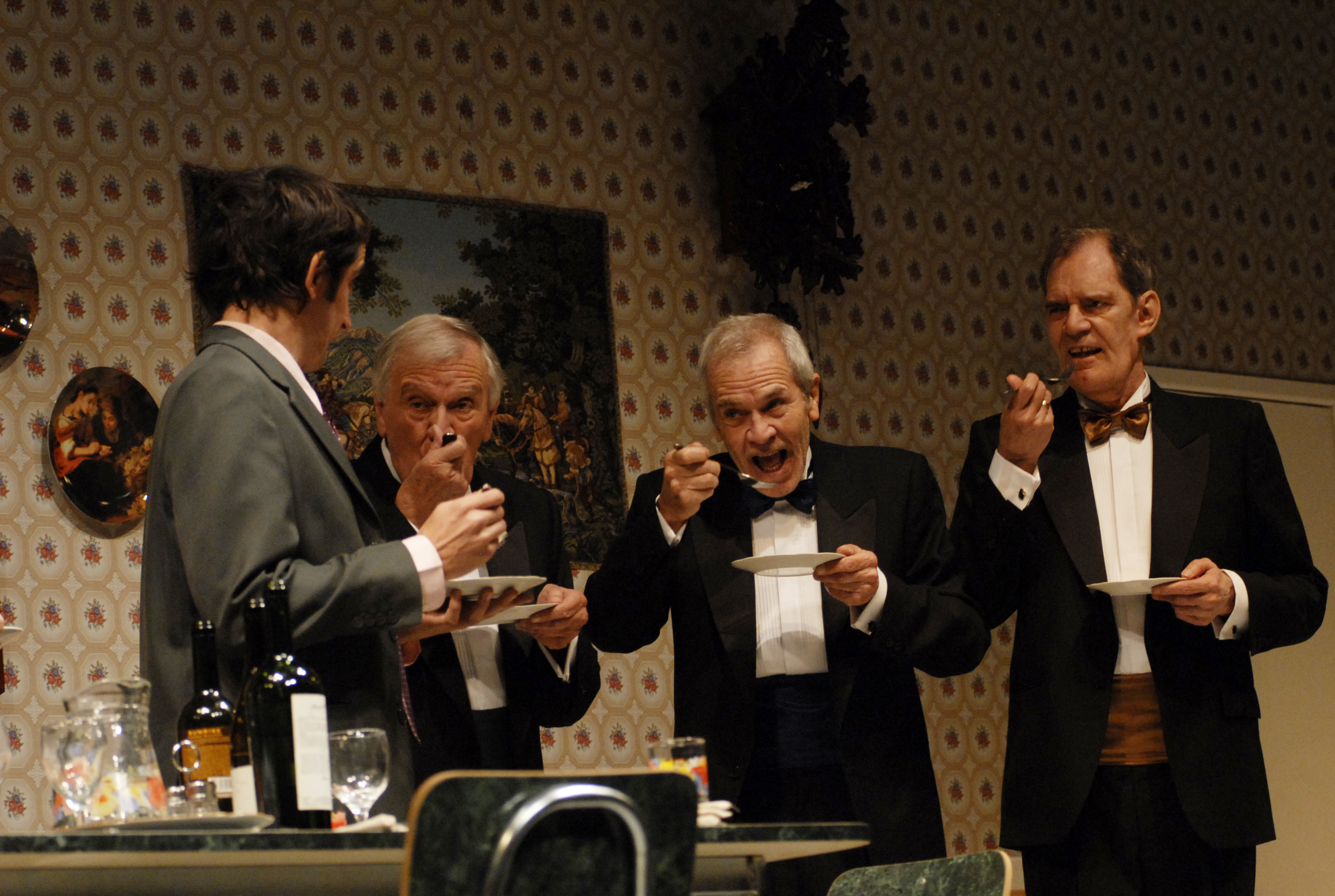
Eduardo Barril (tercero de izquierda a derecha) en la obra "PANA" de 2009.

 En 2009 protagonizó junto a Alejandro Sieveking y Arnaldo Berríos la obra Pana, dirigida por Francisco Albornoz en Teatro UC. A fines de 2009, actuó junto a Delfina Guzmán en la serie Una pareja dispareja, producida por Roos Film y dirigida por Hernán Rodríguez Matte.

### 2010-presente
Durante la siguiente década, Barril realizó algunas intervenciones en televisión aceptando ocasionalmente algún trabajo como actor.
En 2010 participó en el telefilme producido por Antena 3 basado en el rescate de la mina San José, Los 33 de Atacama, dirigido por el español Jacobo Bergareche. En 2011 apareció en el drama El laberinto de Alicia, interpretó a Harold Harper, un pederasta alemán y director de un colegio, que abusó del antagonista de la historia, interpretado por Marcelo Alonso. Recibió en general buenas críticas. Al actor le costó aceptar el papel por la carga negativa que creía que significaría interpretarlo. «un demonio con tal poder que desde las tinieblas maneja la vida de todos como si todavía estuviera vivo», declaró Barril. Asimismo, actuó en la obra El amor es un francotirador, dirigido por Néstor Cantillana en Teatro UC. En 2013 se unió al reparto de Graduados de Chilevisión, en el rol de Clemente Falsetti, empresario y padre de la protagonista, que sostiene un matrimonio con una joven mujer, interpretada por Bárbara Ruiz-Tagle.
En 2016 protagoniza la obra La Soga, dramaturgo inglés Patrick Hamilton, en el Teatro UC.

## Vida personal
En 1964 fue pareja de la bailarina de ballet Zamira Ljubetic. Su primer matrimonio fue con Bárbara Rajman, con quien tuvo sus únicas dos hijas. Contrajo segundas nupcias con la actriz Bárbara Mundt. Su tercer matrimonio fue con Ximena Ponce. 
En 1984 Barril recibió una agresión en un sendero del Cerro San Cristóbal por parte de fanáticos de La noche del cobarde. «creyeron que yo era el verdadero villano de la teleserie», declaró Barril. En 2014 en el programa Mentiras verdaderas reveló que padeció de alcoholismo hasta 1999.

## Filmografía

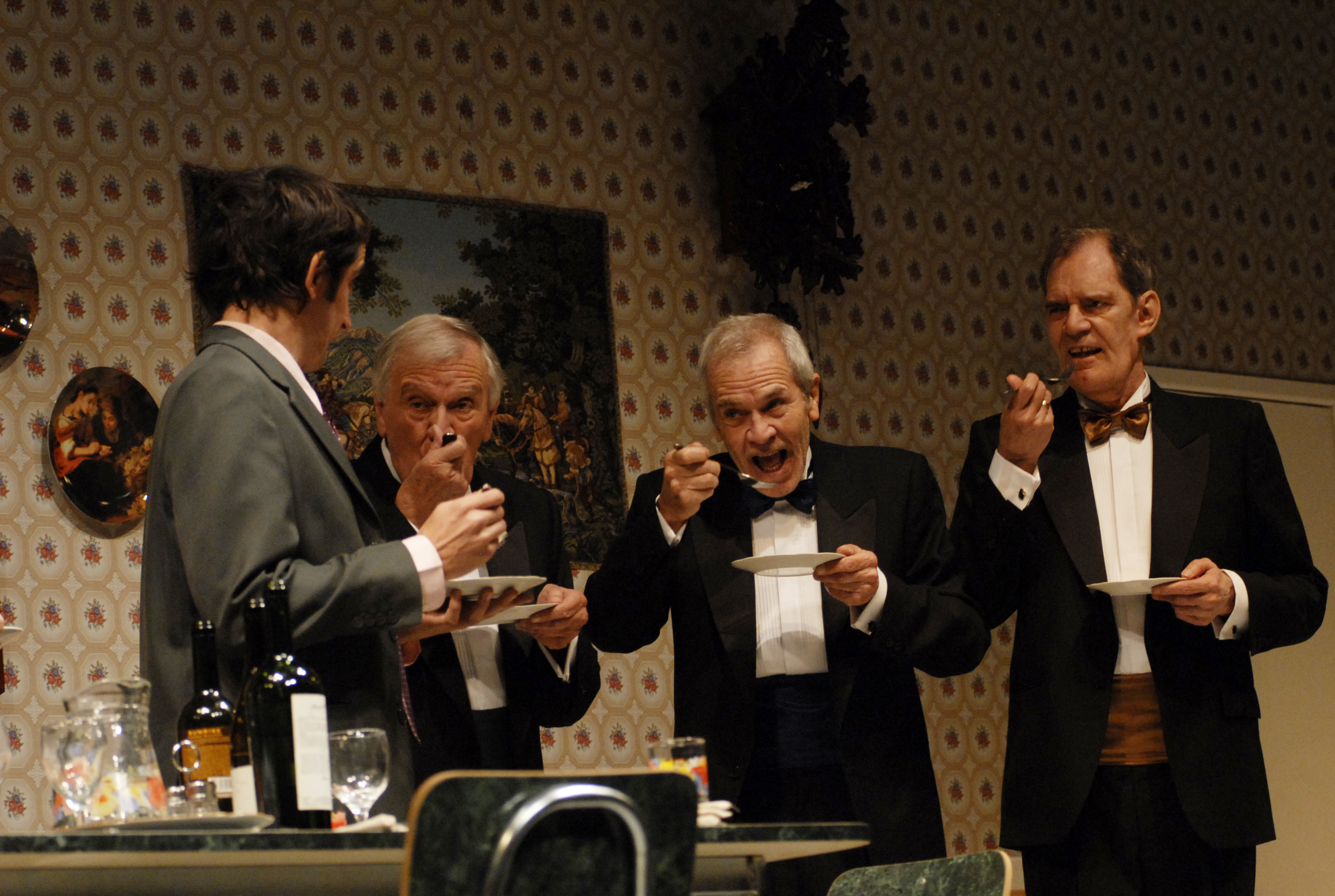
Eduardo Barril (tercero de izquierda a derecha) en la obra "PANA" de 2009.

| Año  | Película                  | Personaje         | Director                 |
| ---- | ------------------------- | ----------------- | ------------------------ |
| 1994 | El cumplimiento del deseo |                   | Cristián Sánchez Garfias |
| 1995 | La rubia de Kennedy       |                   | Arnaldo Valsecchi        |
| 2003 | B-Happy                   | Radomiro          | Gonzalo Justiniano       |
| 2003 | Los debutantes            | Marco             | Andrés Waissbluth        |
| 2005 | La perla del puerto       |                   | Rodrigo Cepeda           |
| 2007 | La noche callada          |                   | Diego González Durney    |
| 2009 | Em Teu Nome               | El vecino         | Paulo Nascimento         |
| 2010 | Lucía                     | Doctor            | Niles Atallah            |
| 2011 | Los 33 de Atacama         | Minero García     | Antonio Recio            |
| 2015 | El nombre                 |                   | Cristóbal Valderrama     |
| 2017 | Rey                       | Cornelio Saavedra | Niles Atallah            |
| 2021 | Actitud                   |                   | Pedro Morales            |

## Televisión
| Año  | Telenovela               | Personaje                           | Canal               |
| ---- | ------------------------ | ----------------------------------- | ------------------- |
| 1981 | Casagrande               | Federico Lezama                     | Canal 13            |
| 1982 | Bienvenido hermano Andes | Walter Khan                         | Canal 13            |
| 1983 | La noche del cobarde     | Darío Villarrobles                  | Canal 13            |
| 1984 | Los títeres              | Félix Müller                        | Canal 13            |
| 1985 | Morir de amor            | Giovanni Signorelle                 | Televisión Nacional |
| 1986 | La Villa                 | Jaime Sarlegui                      | Televisión Nacional |
| 1987 | Mi nombre es Lara        | Marcelo Castro                      | Televisión Nacional |
| 1988 | Bellas y audaces         | Alfonso Besoaín                     | Televisión Nacional |
| 1989 | A la sombra del ángel    | Aníbal Riesling                     | Televisión Nacional |
| 1992 | Trampas y caretas        | Roberto Fabres                      | Televisión Nacional |
| 1993 | Jaque mate               | Padre Ignacio Bascuñán              | Televisión Nacional |
| 1993 | Ámame                    | Humberto Rivarosa                   | Televisión Nacional |
| 1994 | Rompe corazón            | Álvaro Sullivan / Claudio Fernández | Televisión Nacional |
| 1995 | Estúpido cupido          | Padre Ambrosio Urbistondo           | Televisión Nacional |
| 1995 | Juegos de fuego          | Gastón Casiraghi                    | Televisión Nacional |
| 1996 | Loca piel                | Eladio Alfaro                       | Televisión Nacional |
| 1997 | Oro verde                | Agustín Meyer                       | Televisión Nacional |
| 1998 | Iorana                   | Gregorio Peñailillo                 | Televisión Nacional |
| 1999 | La Fiera                 | Francisco Javier Correa             | Televisión Nacional |
| 1999 | Aquelarre                | Jorge Patiño                        | Televisión Nacional |
| 2000 | Romané                   | Ismael Cordero                      | Televisión Nacional |
| 2001 | Pampa Ilusión            | Ángel Montes                        | Televisión Nacional |
| 2002 | El circo de las Montini  | Braulio Canales                     | Televisión Nacional |
| 2003 | Puertas adentro          | Anselmo Barrera                     | Televisión Nacional |
| 2004 | Destinos cruzados        | Gregorio Medrano                    | Televisión Nacional |
| 2004 | Ídolos                   | Germán Donoso                       | Televisión Nacional |
| 2006 | Descarado                | Pantaleón Cortés                    | Canal 13            |
| 2007 | Don amor                 | Rodolfo Dreyer                      | Canal 13            |
| 2011 | El laberinto de Alicia   | Harold Harper                       | Televisión Nacional |
| 2013 | Graduados                | Clemente Falsetti                   | Chilevisión         |

### Series y unitarios
| Año       | Serie                                        | Personaje                          | Canal               |
| --------- | -------------------------------------------- | ---------------------------------- | ------------------- |
| 1964      | Antología del cuento                         | varios                             | Canal 13            |
| 1965      | Historia de los lunes                        | varios                             | Canal 9             |
| 1982      | Anakena                                      | Alejandro Stuven                   | Canal 13            |
| 1982      | Una familia feliz                            | Bernardo Sariego                   | Canal 13            |
| 1983      | La hora de Juan Pérez                        | Exequiel Zabala / Enrique          | Canal 13            |
| 1987      | La Quintrala                                 | Oídor Nicolás Polanco y Santillana | Televisión Nacional |
| 1990      | Corín Tellado: Mis mejores historias de amor | Ismael                             | Televisión Nacional |
| 1998      | Sucupira, la comedia                         | Adolfo Valdivieso                  | Televisión Nacional |
| 1998      | Las historias de Sussi                       | Raúl Pérez-Cotapos                 | Televisión Nacional |
| 2009-2010 | Una pareja dispareja                         | Fernando Vargas                    | Televisión Nacional |

### Programas
- Payasito Beltroldo (Canal 9)
- Martes 13 (Canal 13)
- Sábado Gigante (Canal 13)
- Teleduc (Canal 13)
- El Profesor Rossa (Canal 13)

## Teatro
- 1959: El gran teatro del mundo (Liceo de Hombres de Puerto Montt)
- 1963: El círculo de tiza caucasiano (dir.: Atahualpa del Cioppo, Teatro Nacional)
- 1964: Romeo y Julieta (dir.: Víctor Jara, Teatro Nacional)
- 1964: Santa Juana (dir.: Pedro Orthous, Teatro Nacional)
- 1965: La remolienda (dir.: Víctor Jara, Teatro Nacional)
- 1965: Esperando a Godot (dir.: Agustín Siré, Teatro Nacional)
- 1984: Los inconvenientes de instalar fabricas de comidas en barrios residenciales (dir.: Gustavo Meza)
- 1987: Los compadritos (dir.: Raúl Osorio, Teatro del Ángel)
- 1988: Pachamama (dir.: Raúl Osorio, Teatro UC)
- 1990: Cuentos del Decameron (dir. Alejandro Sieveking)
- 1992: El rey Lear (dir.: Alfredo Castro, Teatro UC)
- 1997: Fantasmas borrachos (dir.: Rodrigo Pérez Müffeler, Teatro Nacional)
- 1998: Jugar con fuego (dir.: Stakkan Valdemar, Teatro Nacional)
- 1999: Juana de Arco (dir.: Horacio Videla, Teatro UC)
- 2003: Provincia señalada (dir.: Rodrigo Pérez Müffeler)
- 2004: El hijo (dir.: Rodrigo Pérez Müffeler)
- 2009: Pana (dir.: Francisco Albornoz, Teatro UC)
- 2011: El amor es un francotirador (dir.: Néstor Cantillana, Teatro UC)
- 2012: Un niño (dirigido por Diego Noguera, Centro GAM)
- 2016: La soga (dir.: Luis Ureta, Teatro UC)
- 2022: Historia de amor para un alma vieja (dir.: Felipe Zambrano, Centro GAM)
- Los dormitorios

### Dirección y dramaturgia
- El círculo de Salomón (1974)
- Los bacanes (1976). Estrenada por Le Signe.
- Monstruos en quinta sinfonía (1977)
- Manuel, viudo de Carreño (1977). Estrenada por Le Signe.
- Réquiem para un girasol (1978).  Estrenada por Le Signe.
- El gran baile (1979). Estrenada por Le Signe.
- Trota, caballo, trota (1980). Estrenada en Galpón Los Leones.
- Matapasión (1981)
- ¡Basta de pornografía! (1983)
- Cosa de dos (1991)

## Fotonovelas
- No somos culpables (Revista Cine Amor, 1965)

## Audioseries
- El barquito (2008), dirigido por Paulina Correa (Radio Agricultura)
- Hamlet sonoro (2022), dirigido por Néstor Cantillana (Spotify)

## Premios y reconocimientos
- 1971: Mención honorífica en Concurso Ricardo Miró por su libro Los ritos (1971).
- 1972: Primer Premio en el Concurso Literario por la Universidad de Panamá.
- 1973: Premio Nacional Mola de Oro (Panamá).
- 1975: Mención Honorífica en revista Paula por Osvaldo el boxeado.
- 2016: Medalla Rectoral a la Trayectoria por los 75 años del Teatro Experimental de la Universidad de Chile.
- 2018: Homenaje a la Trayectoria por ChileActores.[57]
- 2023: Premio a la Trayectoria por Los Temporales Internacionales de Teatro de Puerto Montt.[58]
- 2024: Premio a la Trayectoria por Festival Internacional de Cine de La Serena (FECILS)[59]
- 2024: Elegido 100 Líderes Mayores por la Fundación Conecta Mayor, El Mercurio y la Pontificia Universidad Católica de Chile (PUC).[60]
- 2025: Premio Caleuche a la Trayectoria.[61]